# Jacek Kazimierski
Jacek Kazimierski  (født 17. august 1959 i Warszawa, Polen) er en tidligere polsk fodboldspiller (målmand).
Kazimierski spillede størstedelen af sin karriere i sin hjemby hos Legia Warszawa, hvor han var på kontrakt i ni sæsoner. Han spillede efterfølgende også i Grækenland hos Olympiakos og i Belgien hos KAA Gent.
Kazimierski spillede desuden 20 kampe for det polske landshold. Han var med til at vinde bronze ved VM i 1982 i Spanien, og deltog også ved VM i 1986 i Mexico. Ved begge turneringer var han dog reserve for førstevalget Józef Młynarczyk, og han kom ikke på banen i nogen af turneringerne.